# Відкритий чемпіонат Австралії з тенісу 1979
Відкритий чемпіонат Австралії з тенісу 1979 — тенісний турнір, що проходив між 24 грудня та 2 січня 1979 року на трав'яних кортах стадіону Куйонг у Мельбурні, Австралія. Це був 68-ий чемпіонат Австралії з тенісу і четвертий турнір Великого шолома в 1979 році.

## Огляд подій та досягнень
Гільєрмо Вілас виграв чемпіонат Австралії вдруге поспіль. Для нього це був четвертий і останній титул Великого шолома в одиночному розряді. 
Барбара Джордан виграла австралійську першість уперше. Цей титул Великого шолома залишився для неї останнім. 
Пітер Макнамара та Пол Макнамі виграли титул Великого шолома вперше. 
Чемпіонки в парному розряді серед жінок Джуді Коннор та Даян Еверс теж виграли гренслем уперше, але для них цей титул залишся єдиним.

## Результати фінальних матчів

### Дорослі
| Одиночний розряд. Чоловіки Детальніше                  |                                |               |
| Гільєрмо Вілас                                         | Джон Сарді                     | 7–6, 6–3, 6–2 |
|                                                        |                                |               |
| Одиночний розряд. Жінки Детальніше                     |                                |               |
| Барбара Джордан                                        | Шерон Волш                     | 6–3, 6–3      |
|                                                        |                                |               |
| Парний розряд. Чоловіки Детальніше                     |                                |               |
| Пітер Макнамара Пол Макнамі                            | Пол Кронк Кліфф Летчер         | 7–6, 6–2      |
|                                                        |                                |               |
| Парний розряд. Жінки Детальніше                        |                                |               |
| Джуді Коннор Шалонер Даян Еверс                        | Ліенн Гаррісон Мерселла Мескер | 6–1, 3–6, 6–0 |
|                                                        |                                |               |
| Мікст                                                  |                                |               |
| З 1970 по 1985 змагання в цій категорії не проводилися |                                |               |
|                                                        |                                |               |

## Виноски
1. ↑  1979 Men's Singles. Tennis Australia. Архів оригіналу за 7 січня 2013. Процитовано 22 липня 2018.
2. ↑  1979 Women's Singles. Tennis Australia. Архів оригіналу за 29 січня 2011. Процитовано 22 липня 2018.
3. ↑  1979 Men's Doubles. Tennis Australia. Архів оригіналу за 17 січня 2013. Процитовано 22 липня 2018.
4. ↑  1979 Women's Doubles. Tennis Australia. Архів оригіналу за 17 січня 2013.